# هادی زرین‌ساعد
هادی زرین ساعد (زادهٔ ۳ مرداد ۱۳۵۸) فوتبالیست ایرانی و بازیکن سابق تیم استقلال تهران است. وی پیش از این سنگربان باشگاه ماشین سازی تبریز بود و در آخرین لحظات نقل و انتقالات پیش فصل سال ۱۳۹۰ به تیم استقلال تهران پیوست. 
وی در سال ۱۴۰۲ به تیم تیم پدیده رضا مهر شهریار پیوست. ساعد درحال حاضر به عنوان مسن ترین بازیکن رسمی فوتبال ایران در تیم کیان محمود آباد در لیگ دسته چهارم فوتبال ایران نیز بازی میکند.